# Puzzle (film 2018)

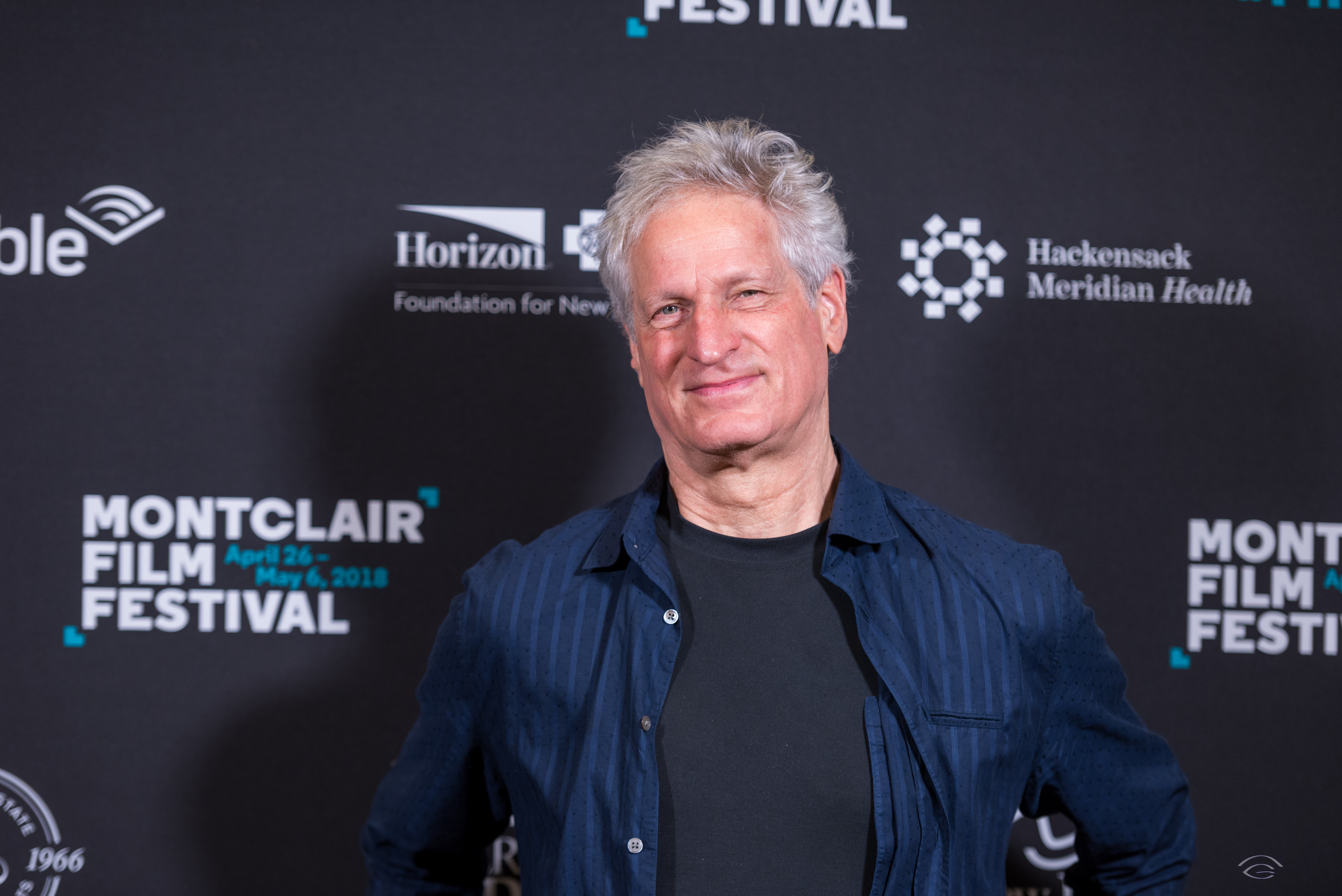
Marc Turtletaub, regista del film

Puzzle è un film del 2018 diretto da Marc Turtletaub.
La pellicola è un remake dell'argentino Rompecabezas del 2010, diretto da Natalia Smirnoff.
Il film è stato presentato in anteprima al Sundance Film Festival il 23 gennaio 2018.

## Trama
Agnes ha due figli ormai grandi, Ziggy e Gabe, e un marito Louie, al quale vuole bene. Figlia di immigrati ungheresi frequenta la locale chiesa cattolica ed è una madre e una moglie perfetta.
Un giorno, provando a risolvere un puzzle ricevuto in dono per il compleanno, scopre di avere un talento particolare per questo tipo di rompicapi. Comincia così a coltivare una passione che tiene per sé, come un segreto.
Con delle scuse si assenta da casa due pomeriggi alla settimana per esercitarsi con Robert, conosciuto rispondendo ad un annuncio letto nel negozio di New York in cui si era recata ad acquistare nuovi puzzle. Questi è un uomo di origini indiane che vive a Manhattan, ha un grande patrimonio, e ammazza il tempo facendo puzzle. Separatosi dalla moglie che era anche la sua partner nelle gare di puzzle, scopre in Agnes, non solo la compagna ideale con cui poter ottenere successi, ma soprattutto una persona profonda e interessante, molto più di quanto lei stessa fatichi a riconoscere.
Appoggiato il primogenito Ziggy, che non vuole più lavorare in officina col padre ma provare a fare il cuoco, Agnes entra in conflitto con il marito, che non accetta cambiamenti in lei e che forse non l'ha mai capita a pieno.
Robert si innamora di lei e i due vivono anche una frugale passione e il loro idillio culmina con la vittoria nell'atteso campionato di puzzle. Agnes condivide la gioia con i suoi figli, insieme ai quali smobilita la bella casetta al lago che il padre ha dolorosamente messo in vendita per dare loro un futuro più solido.
Tornata a casa, anziché partire con Robert per il campionato mondiale di puzzle a Bruxelles, decide di restare. Ma è decisamente cambiata. Infatti si concede un viaggio a Montréal, al quale aveva sempre rinunciato per doveri di famiglia.